# A visszatérés (televíziós sorozat)

A visszatérés (eredeti cím: The Comeback) az HBO vígjátéksorozata volt, főszerepben Lisa Kudrow-val, aki Valerie Cheris-t, az egykor igen elismert színésznőt alakítja. A sorozatot maga Kudrow, és a Szex és New York vezető producere, Michael Patrick King alkották, akik a műsor forgatókönyvírói is. Eredetileg 1 évadot élt meg 13 epizóddal, és 2005. június 5.-től 2005. szeptember 4.-ig vetítették. Kilenc évvel később megjelent a második évad, amely 2014. november 9.-től 2014. december 28.-ig futott.
Magyarországon 2005-ben mutatta be a hazai HBO, majd 2006. október 24-én DVD-n is kiadták. Később az HBO Comedy is műsorra tűzte 2014. december 17-én.
A műsor a szórakoztatóipar/televíziós ipar szatirikus ábrázolása.
Kudrow egy interjúban elmondta, hogy ő és Michael Patrick King már beszéltek egy lehetséges harmadik évadról.

## Díjak és jelölések
| Évad    | Díj                               | Kategória                                                  | Jelölt                                                             | Eredmény |
| ------- | --------------------------------- | ---------------------------------------------------------- | ------------------------------------------------------------------ | -------- |
| 1. évad | Primetime Emmy-díj                | legjobb női főszereplő (vígjátéksorozat)                   | Lisa Kudrow                                                        | Jelölve  |
| 1. évad | Primetime Emmy-díj                | legjobb rendezés (vígjátéksorozat)                         | Michael Patrick King (Epizód: "Valerie Does Another Classic Leno") | Jelölve  |
| 1. évad | Primetime Emmy-díj                | legjobb színészválogatás (vígjátéksorozat)                 | Meg Liberman Camille H. Patton Elizabeth Barnes                    | Jelölve  |
| 1. évad | Artios-díj                        | legjobb színészválogatás vígjátéksorozat bevezető részében | Meg Liberman Camille H. Patton                                     | Jelölve  |
| 1. évad | Gracie-díj                        | legjobb női főszereplő (vígjátéksorozat)                   | Lisa Kudrow                                                        | Elnyerte |
| 1. évad | Satellite Award                   | legjobb színésznő (vígjáték vagy musicalsorozat)           | Lisa Kudrow                                                        | Jelölve  |
| 2. évad | Dorian-díj                        | Az év tévés vígjátéka                                      |                                                                    | Jelölve  |
| 2. évad | Dorian-díj                        | az év televíziós színésznője                               | Lisa Kudrow                                                        | Elnyerte |
| 2. évad | Critics' Choice Television Awards | legjobb színésznő (vígjátéksorozat)                        | Lisa Kudrow                                                        | Jelölve  |
| 2. évad | Primetime Emmy-díj                | legjobb női főszereplő (vígjátéksorozat)                   | Lisa Kudrow                                                        | Jelölve  |